# Fredrikstad Fotballklubb
Il Fredrikstad Footballklubb, chiamato comunemente Fredrikstad F. K. o Fredrikstad, è una società calcistica norvegese con sede nella città di Fredrikstad. Milita in Eliteserien, la massima serie del campionato norvegese di calcio.

## Storia
Il club è stato fondato il 7 aprile 1903 ed è la seconda squadra più titolata della Norvegia.

## Allenatori
- 1950-1951  Walther Røed
- 1952  Franz Köhler
- 1953-1956  Gunnar Andreassen
- 1957-1959  Erik Holmberg
- 1961-1962  Ferdinand Schäffer
- 1963  Erik Holmberg
- 1963  Gunnar Andreassen
- 1963  Reidar Olsen
- 1963  Odd Aas
- 1964  Frank Soo
- 1965  Erik Holmberg
- 1966-1967  Bjørn Spydevold
- 1968  Brede Borgen
- 1969  Per Mosgaard
- 1970  Odd Aas
- 1971-1973  Arne Pedersen
- 1974-1975  Per Henæs
- 1976  Wilhelm Kment
- 1977  Roar Johansen
- 1978-1979  Per Mosgaard
- 1980  Huib Ruijgrok
- 1980-1981  Knut-Erik Rikheim
- 1982-1983  Tony Knapp
- 1984  Jan Aas
- 1984-1985  Per Mosgaard
- 1986-1988  Reine Almqvist
- 1989-1992  Øivind Nilsen
- 1993  Frode Hansen e Per Egil Ahlsen
- 1994-1995  Lars-Olof Mattsson
- 1996-1997  Alf Gustavsen
- 1997  Tore Jan Solvang e Kai Erik Herlovsen
- 1998-1999  Bjarne Rønning
- 2000  Håkan Sandberg
- 2000  Johnny Jonassen
- 2001  Glenn Rostad
- 2002-2004  Knut Torbjørn Eggen
- 2005  Egil Olsen
- 2006  Knut Torbjørn Eggen
- 2007-2008  Anders Grönhagen
- 2009  Tom Nordlie
- 2010-2012  Tom Freddy Aune
- 2012  Trond Amundsen
- 2013  Lars Bakkerud
- 2014-2015  Håkon Wibe-Lund
- 2015  Aleksander Olsen e Jan Tore Ophaug
- 2015  Arne Erlandsen
- 2016  Jan Halvor Halvorsen
- 2016  Mons Ivar Mjelde
- 2017  Andrea Loberto
- 2017  Bjørn Petter Ingebretsen
- 2018  Per-Mathias Høgmo
- 2019-2022  Bjørn Johansen
- 2023-2024  Mikkjal Thomassen
- 2024-oggi  Andreas Hagen

## Palmarès

### Competizioni nazionali
- Campionato norvegese: 9

1937-1938, 1938-1939, 1948-1949, 1950-1951, 1951-1952, 1953-1954, 1956-1957, 1959-1960, 1960-1961
- Coppa di Norvegia: 12

1932, 1935, 1936, 1938, 1940, 1950, 1957, 1961, 1966, 1984, 2006, 2024
- 1. divisjon: 1

2023
- 2. divisjon: 2

2002 (gruppo 1), 2020 (gruppo 1)

### Competizioni giovanili
- Norgesmesterskapet G19: 5

1955, 1956, 1957, 1960, 1976

### Altri piazzamenti
- Campionato norvegese:

Secondo posto: 1949-1950, 1954-1955, 1955-1956, 1958-1959, 1964, 1969, 1972, 2008
Terzo posto: 1961-1962, 1966
- Coppa di Norvegia:

Finalista: 1945, 1946, 1948, 1954, 1963, 1969, 1971
Semifinalista: 1904, 1905, 1909, 1928, 1930, 1937, 1939, 1949, 1958, 1960, 1968, 2011
- 1. divisjon:

Secondo posto: 2003, 2010, 2023
- 2. divisjon:

Secondo posto: 2000 (gruppo 2), 2018

## Statistiche
Il giocatore con più presenze è Reidar Lund con 325 partite, mentre Per Kristoffersen con 147 gol è il migliore marcatore della squadra norvegese.

## Organico

### Rosa 2025
Aggiornata al 6 aprile 2025.
| N. |                      | Ruolo | Calciatore        |
| -- | -------------------- | ----- | ----------------- |
| 1  | Norvegia (bandiera)  | P     | Øystein Øvretveit |
| 2  | Svezia (bandiera)    | D     | Kennedy Okpaleke  |
| 3  | Norvegia (bandiera)  | D     | Brage Skaret      |
| 4  | Norvegia (bandiera)  | D     | Stian Stray Molde |
| 5  | Norvegia (bandiera)  | D     | Simen Rafn        |
| 6  | Ghana (bandiera)     | C     | Leonard Owusu     |
| 7  | Norvegia (bandiera)  | A     | Benjamin Faraas   |
| 9  | Danimarca (bandiera) | A     | Emil Holten       |
| 11 | Canada (bandiera)    | C     | Patrick Metcalfe  |
| 12 | Norvegia (bandiera)  | D     | Ulrik Fredriksen  |
| 13 | Norvegia (bandiera)  | C     | Sondre Sørløkk    |
| 14 | Fær Øer (bandiera)   | A     | Jóannes Bjartalíð |
| 15 | Senegal (bandiera)   | D     | Fallou Fall       |
| 16 | Norvegia (bandiera)  | C     | Daniel Eid        |

| N. |                      | Ruolo | Calciatore          |
| -- | -------------------- | ----- | ------------------- |
| 17 | Norvegia (bandiera)  | D     | Sigurd Kvile        |
| 18 | Norvegia (bandiera)  | D     | Ludvig Begby        |
| 19 | Estonia (bandiera)   | C     | Rocco Shein         |
| 20 | Danimarca (bandiera) | C     | Oskar Øhlenschlæger |
| 21 | Norvegia (bandiera)  | C     | Jacob Hanstad       |
| 22 | Ghana (bandiera)     | D     | Maxwell Woledzi     |
| 23 | Norvegia (bandiera)  | A     | Henrik Skogvold     |
| 24 | Norvegia (bandiera)  | C     | Torjus Engebakken   |
| 25 | Norvegia (bandiera)  | P     | Ole Langbråten      |
| 28 | Norvegia (bandiera)  | D     | Imre Bech Hermansen |
| 30 | Danimarca (bandiera) | P     | Jonathan Fischer    |
| 31 | Norvegia (bandiera)  | C     | Elias Solberg       |
| 32 | Norvegia (bandiera)  | D     | Jesper Solberg      |

### Stagioni passate
- 1982